# Mbakaou Reservoir
Mbakaou Reservoir är en reservoar i Kamerun.   Den ligger i regionen Adamaouaregionen, i den centrala delen av landet, 300 km norr om huvudstaden Yaoundé. Mbakaou Reservoir ligger 844 meter över havet. Arean är 188 kvadratkilometer. Den sträcker sig 25,5 kilometer i nord-sydlig riktning, och 41,3 kilometer i öst-västlig riktning.